# クリオ・ゴールドスミス
クリオ・ゴールドスミス（Clio Goldsmith、1957年6月16日 - ）は、フランスの元女優。
エドワード・ゴールドスミスの娘で、著名なユダヤ人一族のゴールドシュミット・ファミリーのメンバーでもある。
またイギリス国王チャールズ3世の妃カミラの義理の妹にあたる。

## 出演作品
- スキャンドール
- 流血の絆/野望篇（ヴィヴィアンヌ・アトラン）
- わたしは贈りもの
- 欲望の中の女